# Laiwu
Laiwu (莱芜 ; pinyin : Láiwú) est une ville du centre de la province du Shandong en Chine. On pratique l'élevage et la culture du blé dans les villages près de Laiwu.

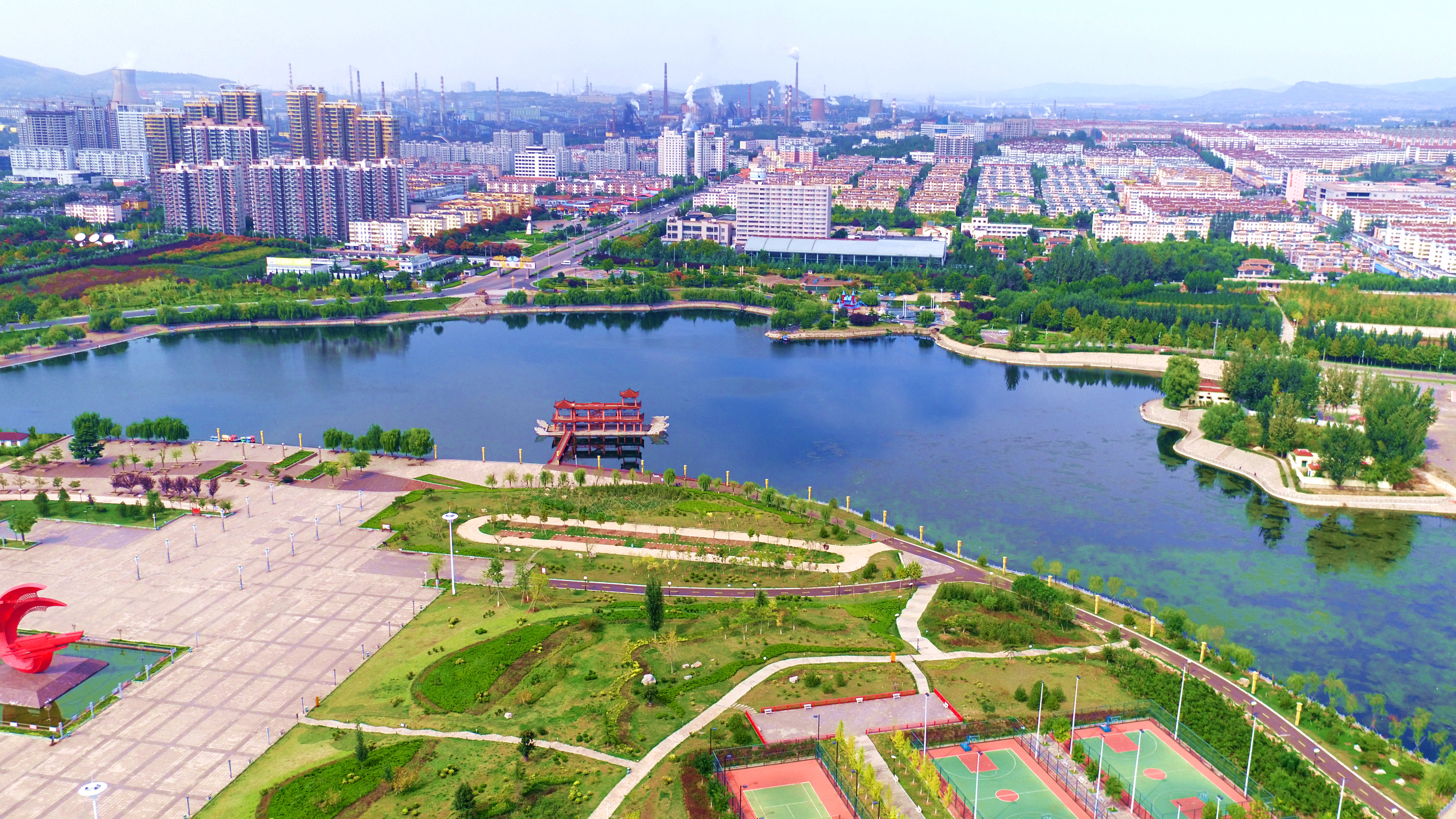
Gangcheng, Laiwu

## Subdivisions administratives
La ville-préfecture de Laiwu exerce sa juridiction sur deux districts :
- le district de Laicheng - 莱城区 Láichéng Qū[2] ;
- le district de Gangcheng - 钢城区 Gāngchéng Qū.